# Castello di Pontegana
Il Castello di Pontegana è un castello in rovina situato nel comune di Balerna nel Canton Ticino in Svizzera.

## Storia
I ruderi di questo castello medievale si trovano su un piccolo colle tra Balerna e Chiasso nel borgo di Pontegana. La fondazione del castello include sarcofagi di epoca romana come spolia. I resti delle mura mostrano ancora le feritoie quattrocentesche. Tra il 789 e l'810 Ragifrit e Ragipert de Pontegano sono menzionati come proprietari di una vicina casa padronale. Nel X o XI secolo fu costruito un castello in possesso del Vescovo di Como. Nei dieci anni di guerra tra Como e Milano fu catturato nel 1124 da Milano. Il castello fu restituito dopo la guerra e ampliato nel 1380. Nel 1508 viene menzionato come castrum de Pontegana. I resti dell'edificio furono utilizzati nel XVIII secolo come magazzino. Tra la fine del XII e l'inizio del XV secolo i cavalieri di Pontegana sono citati in documenti contemporanei. La cappella di S.Ilario è menzionata per la prima volta nel 1339, ma non esiste più. Dal 2007 i resti del castello sono in possesso del Canton Ticino.